# Суха Грунь
Суха Грунь — селище в Україні, у Роменському районі Сумської області. Населення становить 645 осіб. Входить до складу Липоводолинської селищної громади.

## Географія
Селище Суха Грунь розташована за 3 км від лівого берега річки Хорол. На відстані 2 км розташовані села Московське та Шатравине (село ліквідоване у 1991 році), за 6 км — селище Липова Долина.
По селу тече струмок, що пересихає із загатою.

## Історія
Селище відоме з XVIII ст.
Село постраждало внаслідок геноциду українського народу, проведеного урядом СРСР 1923—1933 та 1946—1947 роках[джерело?].
До 2019 року орган місцевого самоврядування — Калінінська сільська рада.
Після ліквідації Липоводолинського району 19 липня 2020 року село увійшло до Роменського району.

## Освіта
Калінінська загальноосвітня школа I—II ступенів.

## Економіка
- ТОВ «СК-АГРО».
- «Калінінське», ТОВ.

## Соціальна сфера
- Дитячий садок.

## Персоналії
Глупак Володимир Олександрович — український військовик, учасник російсько-української війни.
Грабина Юрій Володимирович — український військовик, учасник російсько-української війни.